# Joe Alt
Joe Alt (North Oaks, 28 febbraio 2003) è un giocatore di football americano statunitense che milita nel ruolo di offensive tackle per i Los Angeles Chargers della NFL.

## Carriera universitaria
Alt frequentò la Totino-Grace High School a Fridley, Minnesota, dove giocò come offensive tackle e tight end. In seguitò si iscrisse all'Università di Notre Dame per giocare nei Fighting Irish.
Nella prima stagione a Notre Dame in 2021, Alt giocò come offensive tackle e tight end, disputando tutte le 13 partite come tackle sinistro titolare. Nel 2023 fu finalista dell' 
Outland Trophy. Fu premiato inoltre unanimemente come All-American e a fine anno si dichiarò eleggibile per il Draft NFL 2024.

## Carriera professionistica

### Los Angeles Chargers
Alt era considerato uno dei migliori giocatori selezionabili nel Draft 2024 e una scelta tra le prime dieci del primo giro. Il 25 aprile 2024 fu chiamato come quinto assoluto dai Los Angeles Chargers, il primo offensive lineman selezionato. Debuttò come professionista partendo come titolare nella gara del primo turno vinta contro i Las Vegas Raiders che lo vide opposto al defensive end Pro Bowler Maxx Crosby, non concedendo all'avversario alcuna pressione sul quarterback in 11 occasioni in cui si trovarono l'uno contro l'altro. La sua prima stagione si chiuse disputando tutte le 17 partite come titolare.

## Palmarès
- PFWA All-Rookie Team - 2024

## Famiglia
È figlio dell'ex giocatore dei Kansas City Chiefs John Alt e fratello del giocatore di hockey su ghiaccio Mark Alt.